# Osetia

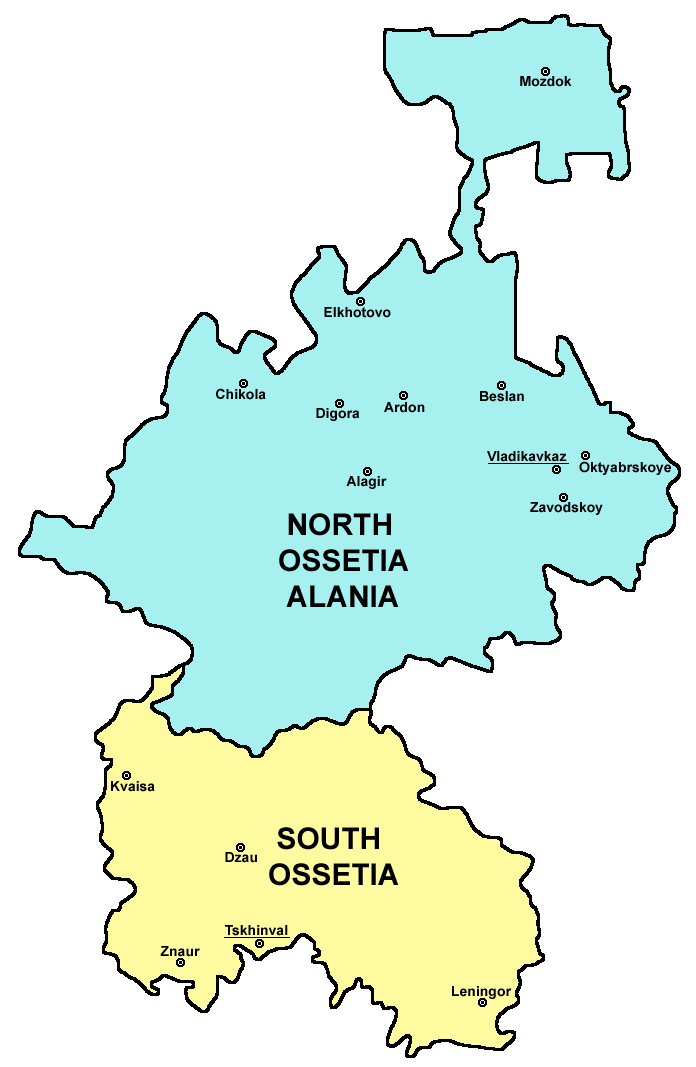
Mapa Osetii

Osetia – kraina historyczna na północnym Kaukazie, zamieszkana przez Osetyjczyków. Obecnie tereny jej wchodzą w skład Rosji (autonomiczna republika Osetii Północnej) oraz Gruzji – Osetia Południowa, która od września 2008 jest uznawana za niepodległe państwo przez Rosję, Nikaraguę, Naddniestrze (nieuznawane przez nikogo), Autonomię Palestyńską i Abchazję (drugą autonomiczną część Gruzji).